# Ariocarpus kotschoubeyanus
Ariocarpus kotschoubeyanus, conocido comúnmente como pezuña de venado o pata de venado, es una especie de planta suculenta perteneciente al género Ariocarpus, dentro de la familia Cactaceae. Es endémica de los estados de Durango, Nuevo León y San Luis Potosí en México.

## Descripción

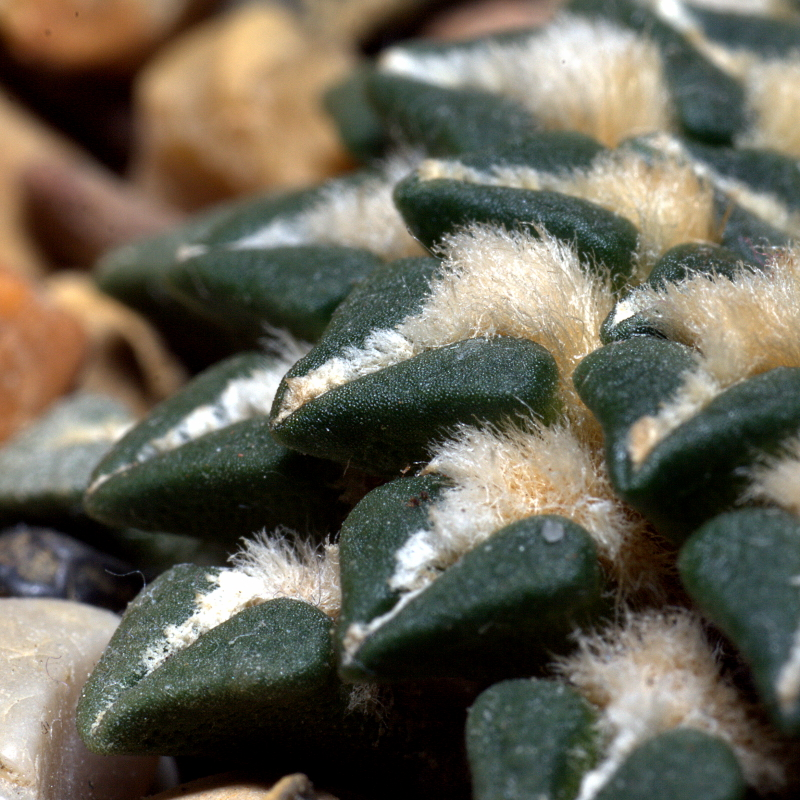
Detalle de los tubérculos triangulares y afieltrados.

Ariocarpus kotschoubeyanus es una especie de cactus que crece de forma solitaria, con el cuerpo semienterrado en la tierra y con la parte apical casi a ras del suelo. Sus brotes son de color verde oliva oscuro, aplanados en la punta y ligeramente hundidos en el medio, con un diámetro de 3 a 7 cm. Tienen una raíz muy gruesa y carnosa, cilíndrica, desproporcionada al tallo, que posee tan solo 5 cm de longitud.
Presenta una serie de tubérculos o protuberancias parecidas a hojas aplanadas, con forma triangular y algo puntiagudas que sobresalen de la base del tallo. Son de color verde oliva oscuro y afieltradas en la base, con la parte superior más o menos plana, recorrida por un único surco muy lanoso a través del medio de las areolas. Se disponen en espiral unas sobre otras, con una anchura basal y un espesor inferior a 1 cm. Son muy rígidas, con la epidermis casi córnea. Miden de 5 a 13 mm de largo y de 3 a 10 mm de ancho, y no presentan espinas.

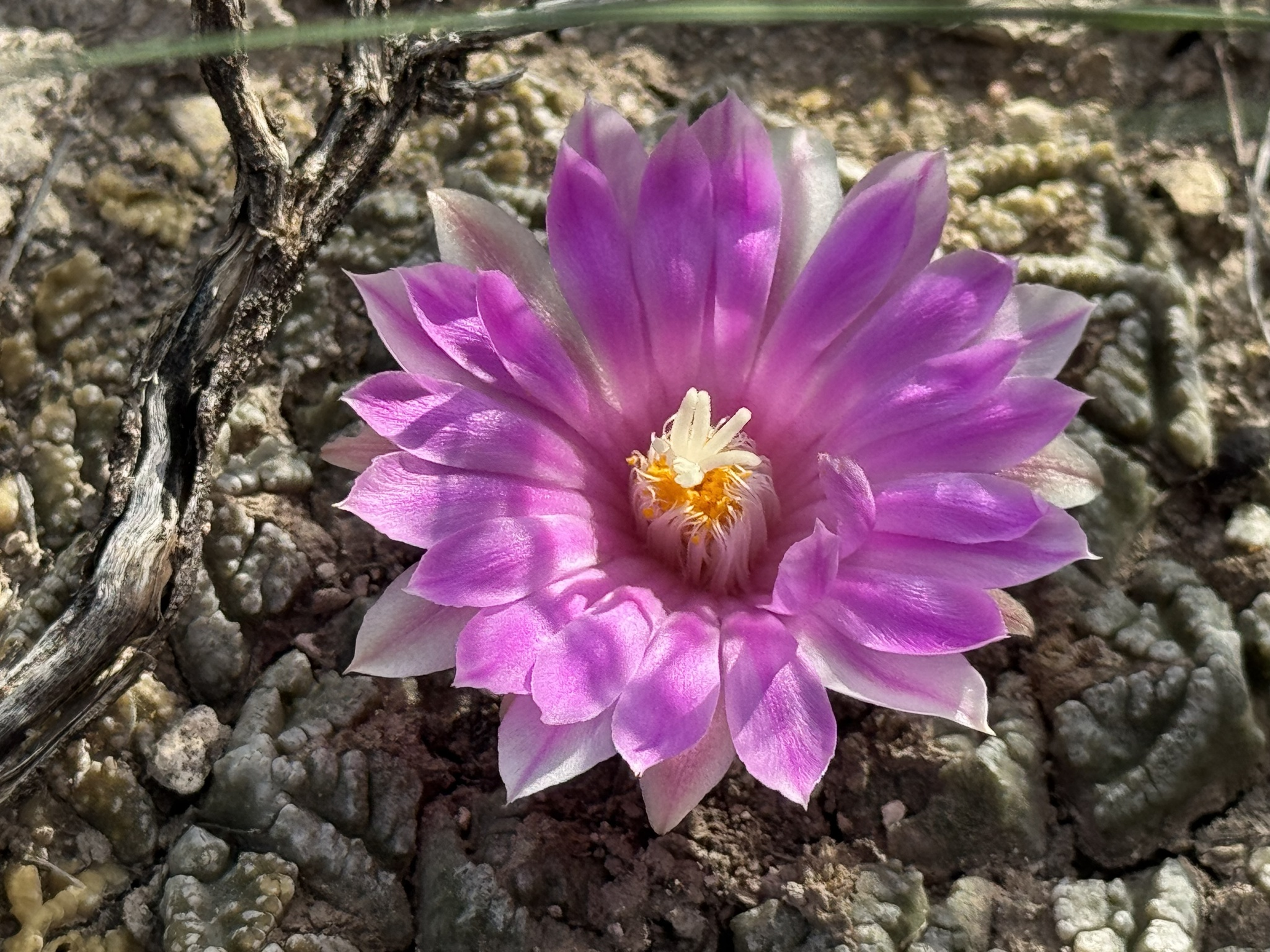
Detalle de la flor

Las flores aparecen en el centro de la axila de los tubérculos más jóvenes, rodeadas por un ramillete de pelos. Miden de 1,5 a 2,5 cm de diámetro, y son de color rosado o rojo carmín (aunque hay una población con las flores blancas). Los estambres, el estilo y el estigma son de color blanco. Los frutos son alargados y miden de 8 a 18 mm de largo.

## Distribución y hábitat

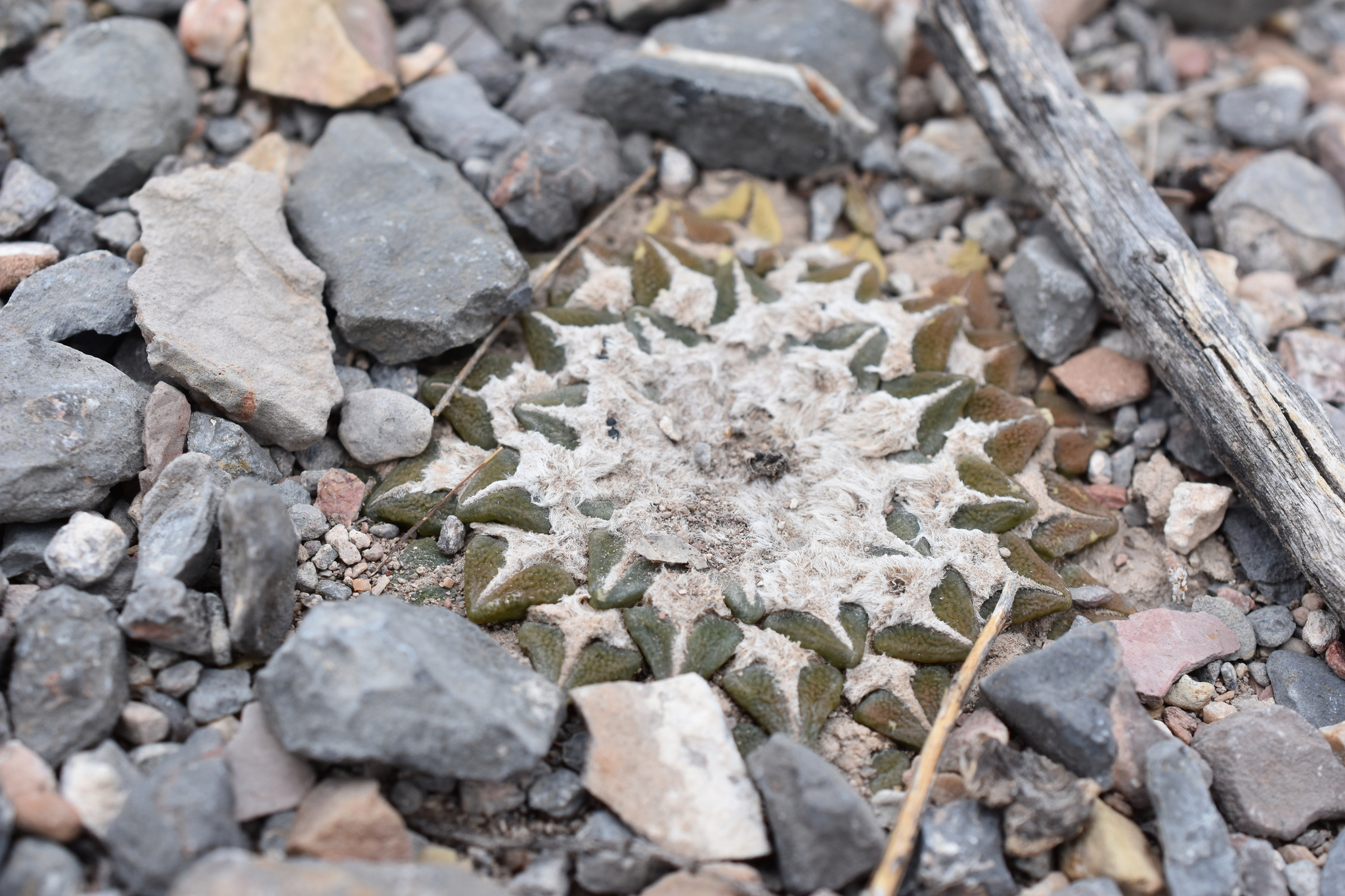
Planta en su hábitat

El área de distribución nativa de esta especie es el noreste de México y crece principalmente en biomas desérticos o de matorrales secos, entre los 1000 y 1900 m de altitud sobre el nivel del mar.

## Taxonomía
La primera descripción de esta especie fue como Anhalonium kotschoubeyanum, publicada en 1844 por el botánico francés Charles Lemaire en la revista científica L'Horticulteur Universel 6: 63.
Más tarde, el botánico alemán Karl Moritz Schumann trasladó la especie al género Ariocarpus, por los que pasó a llamarse Ariocarpus kotschoubeyanus. Registró estos cambios en el trabajo científico Die Natürlichen Pflanzenfamilien Nachtr. 2–4 (suppl.): 259, publicado en 1897.
Etimología
- Ariocarpus: nombre genérico formado a partir de las palabras griegas aria (que significa 'blanco' o 'blanquecino') y carpus (que significa 'fruto'), en alusión al color blanco tan característico de sus frutos.
- kotschoubeyanus: epíteto específico otorgado en honor al príncipe ruso Wassili Wiktorowitsch Kotschubei (1812–1850).[5]

Sinonimia
- Anhalonium fissipedum Monv. ex C.F.Forst., 1885
- Anhalonium kotchubeyi Lem. ex Salm-Dyck, 1850
- Anhalonium sulcatum Salm-Dyck, 1850
- Anhalonium kotschoubeyanum Lem., 1844 (basónimo)
- Roseocactus kotschoubeyanus (Lem.) A. Berger, 1925
- Ariocarpus kotschoubeyanus subsp. albiflorus (Backeb.) Vidrio, publicación de 1998, 1997
- Ariocarpus kotschoubeyanus subsp. elefanteidens Halda, 1998
- Ariocarpus kotschoubeyanus var. elephantidens Skarupke, 1973
- Ariocarpus kotschoubeyanus subsp. neotulensis Halda, 2002
- Ariocarpus kotschoubeyanus subsp. skarupkeanus Halda y Horáček, 2002
- Ariocarpus kotschoubeyanus subsp. sladkovskyi Halda y Horáček, 1998
- Ariocarpus kotschoubeyanus subsp. tulensis Halda, 1998
- Ariocarpus rotchubeyanus Cobbold, 1903
- Ariocarpus sulcatus (Salm-Dyck) K.Schum., 1894
- Mammillaria sulcata Salm-Dyck, 1850
- Roseocactus kotschoubeyanus var. albiflorus Backeb., 1951
- Roseocactus kotschoubeyanus subsp. macdowellii Backeb., 1949
- Roseocactus kotschoubeyanus var. macdowellii (Backeb.) Backeb., 1961
- Stromatocactus kotschoubeyi Karw. ex C.F.Först. & Rümpler, 1885
- Strombocactus kotschoubeyi Karw. ex C.F.Först. & Rümpler, 1885

## Estado de conservación
En la Lista Roja de Especies Amenazadas de la UICN, la especie está clasificada como “Casi Amenazada (NT)”,debido a la pérdida del hábitat.

## Importancia económica y cultural

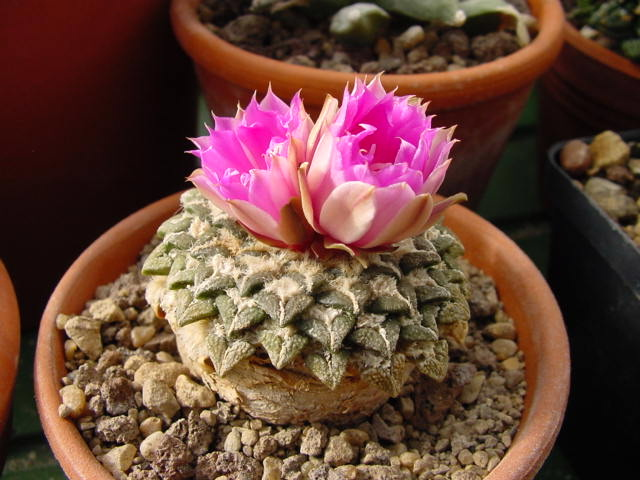
Planta en cultivo

### Historia
Esta planta fue introducida por primera vez en Europa por el Barón Karwinsky en 1840, quien a su vez obsequió ejemplares al príncipe Kotschoubey, quien fue un gran promotor de la horticultura. 

### Cultivo
La especie se cultiva a menudo como planta ornamental aunque su crecimiento es demasiado lento. Requiere de espacio para las raíces y resiste bastante el frío si es seco pero necesita mucho sol y calor. Se multiplica por semillas y también por los vástagos de plantas de más edad.

### Farmacología
Contiene sustancias activas (alcaloides) como hordenina y N-metiltiramina aunque en dosis pequeñas.